# Aeropuerto T4 (metropolitana di Madrid)
Aeropuerto T4 è una stazione della Metropolitana di Madrid e delle Cercanías di Madrid, capolinea delle rispettive linee 8 e C1.
Si trova sotto al Terminal 4 dell'Aeroporto di Madrid-Barajas.
Per quanto riguarda la stazione della metropolitana, la sua tariffa corrisponde a quella della zona A, ma è richiesto il pagamento di un supplemento di 3 €, così come nella stazione di Aeropuerto T1-T2-T3, mentre per quanto riguarda la stazione di Cercanías, si trova nella zona B2.

## Storia
La stazione della metropolitana è stata inaugurata il 3 maggio 2007, mentre la stazione di Cercanías è stata inaugurata il 22 settembre 2011.

## Accessi
- Aeropuerto T4: piano 0 del terminal T4